# Rosa Manus
Pour les articles homonymes, voir Manus (homonymie).
Rosette Susanna « Rosa » Manus, née le 20 août 1881 à Amsterdam (Pays-Bas) et morte en mars 1942 à Bernburg (Allemagne), est une féministe et pacifiste néerlandaise.

## Biographie
Elle est la deuxième d'une famille de sept enfants. Ses parents sont des juifs aisés : Henry Philip Manus, un marchand de tabac, et Soete Vita Israël, une femme au foyer, qui vivent à Amsterdam.
Elle s'implique dans le mouvement international pour le suffrage féminin à partir de 1908 en participant au congrès de l'Alliance internationale des femmes (IWSA). Elle y rencontre les suffragettes néerlandaise Aletta Jacobs et américaine Carrie Chapman Catt, aisi que la pacifiste néerlandaise Christine Bakker-van Bosse, qui deviennent des collègues et des amies. 
Après le congrès, elle exerce la fonction de secrétaire de l'association hollandaise pour le suffrage des femmes. En 1913, elle anime, avec Mia Boissevain, l'exposition « De Vrouw 1813-1913 » sur la vie des Néerlandaises. En 1915, elle joue un rôle important dans l'organisation du Congrès international des femmes à La Haye. Après cela, elle est nommée secrétaire du Comité international des femmes pour la paix permanente, plus tard connue sous le nom de Ligue internationale des femmes pour la paix et la liberté (LIFPL).
Elle accompagne Carrie Chapman Catt, alors présidente de l'Alliance internationale pour le suffrage féminin, en tournée mondiale entre 1922 et 1923.
En 1935, elle crée, avec Johanna Naber et Willemijn Posthumus-van der Goot, le Mouvement international des archives pour la femme (IAV), plus tard connu sous le nom de Centre international d'information et d'archives pour le Mouvement des femmes.
Pendant la Seconde Guerre mondiale, elle est déportée au camp de Ravensbrück puis est tuée à l'établissement d'exécution de Bernburg. La date exacte de son décès fait l'objet de débats.